# Glicerol quinase
A glicerol quinase ou glicerol cinase, é uma enzima envolvida na síntese de triacilglicerol e glicerofosfolipedes. É uma fosfotransferase.
A glicerol quinase catalisa a transferência de um grupo fosfato do ATP para o glicerol, dando-se a formação de glicerol-3-fosfato. Os adipócitos não possuem a glicerol quinase e devido a esse facto não conseguem metabolizar o glicerol produzido durante a degradação de triacilgliceróis. O glicerol é então reencaminhado para o fígado, via corrente sanguínea. No fígado, sofre as seguintes transformações:
- Fosforilação pela glicerol quinase, com formação de glicerol-3-fosfato;
- conversão em DHAP (dihidroxiacetona fosfato), que poderá assim participar na glicólise ou na gliconeogénese.